# Pero Sudar

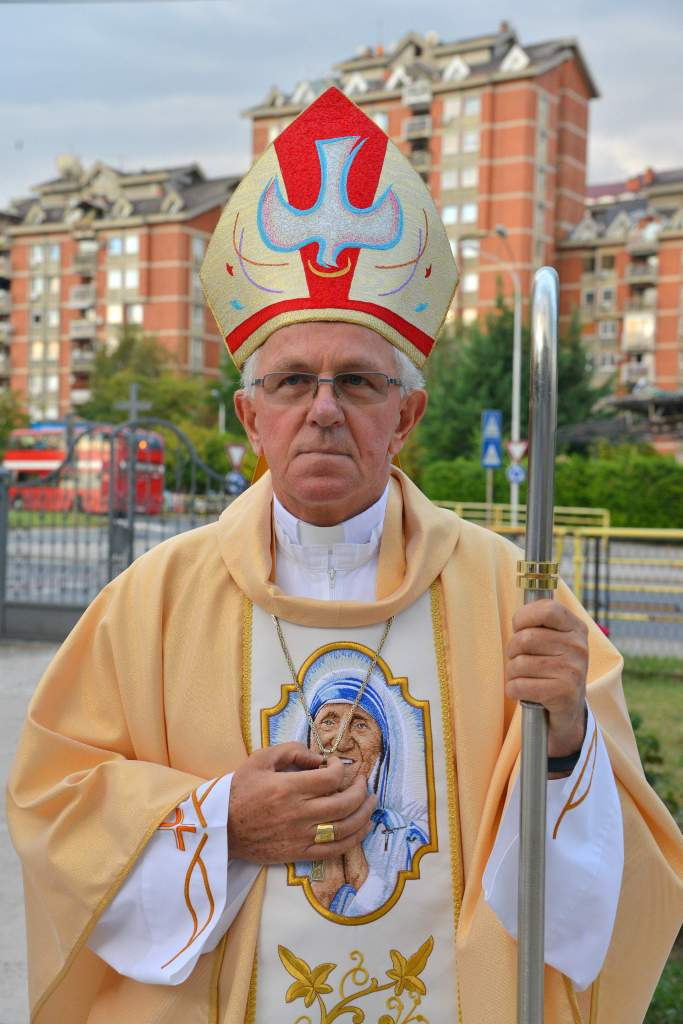
Weihbischof Pero Sudar (2018)

Wappen von Pero Sudar

Pero Sudar (* 3. Juli 1951 in Bare, Jugoslawien, heute Bosnien-Herzegowina) ist ein bosnischer Geistlicher und emeritierter römisch-katholischer Weihbischof im Erzbistum Vrhbosna (Sarajevo).

## Leben
Pero Sudar besuchte das Gymnasium in Zagreb und Dubrovnik. Sein Philosophiestudium absolvierte er im erzbischöflichen Priesterseminar von Vrhbosna. Er wurde am 29. Juni 1977 im Erzbistum Vrhbosna zum Priester geweiht. Als Kaplan war er zwei Jahre lang pastoral im bosnisch-herzegowinischen Komušina tätig. Danach erlangte er 1985 in Rom an der Päpstlichen Universität Urbaniana sein Doktorat im Fach Kanonisches Recht. Seit dem Jahre 1986 ist er Professor für Kirchenrecht an der Theologischen Fakultät in Sarajevo. Zugleich war er bis 1989 Regens des erzbischöflichen Priesterseminars.
Am 28. Mai 1993 erfolgte durch Papst Johannes Paul II. seine Ernennung zum Weihbischof und zugleich zum Titularbischof von Selja. Die Bischofsweihe spendete ihm Vinko Kardinal Puljić am 6. Januar 1994. Mitkonsekratoren waren der Erzbischof von Zagreb, Franjo Kardinal Kuharić, und der Bischof von Đakovo und Syrmien, Ćiril Kos.
2005 wurde Weihbischof Pero Sudar der mit 10.000 Euro dotierte Kardinal-König-Preis für seinen Einsatz im Erzbistum Vrhbosna für die Gründung und Einrichtung der Europa-Schulen verliehen.
Papst Franziskus nahm am 18. Oktober 2019 seinen vorzeitigen Rücktritt an.